# Materiale motore delle Ferrovie Emilia Romagna
Questa pagina contiene una lista di tutti i gruppi di locomotive e automotrici che sono state 
immatricolate nel parco delle Ferrovie Emilia Romagna a partire dalla loro costituzione (2001), nel 2012 il parco rotabili è confluito nella nuova società TPER.

## Locomotive

### Locomotive elettriche
| Locomotive elettriche | Locomotive elettriche           | Locomotive elettriche | Locomotive elettriche | Locomotive elettriche |
| Gruppo                | Numerazione                     | Anno                  | Provenienza           | Note |
| --------------------- | ------------------------------- | --------------------- | --------------------- | --- |
| 51 ÷ 54               |                                 | 1932                  | ATCM 51 ÷ 54          | locomotive storiche |
| E.189                 | E.189.986                       | 2009                  |                       | tipo Siemens ES 64 F4, noleggiata da ISC, restituita                                                                                            |
| E.464                 | E.464.890 ÷ 893 E.464.901 ÷ 906 | 2009 2005-2006        |                       | tipo E.464 FS |
| E.483                 | E.483.007 + 023/024 + 025/026   | 2009                  |                       | tipo Bombardier TRAXX F140 DC, 007 noleggiata da Arenaways e ora restituita; 023/026 di proprietà di cui 025/026 vendute a Sistemi Territoriali |
| E.484                 | E.484.103 + 901                 | 2006                  |                       | noleggiate da ISC, restituite |
| E.640                 | E.640.102,103,112,119,131,139   | 1968                  |                       | ex 342 SŽ |

### Locomotive Diesel
| Locomotive diesel | Locomotive diesel                                      | Locomotive diesel | Locomotive diesel    | Locomotive diesel |
| Gruppo            | Numerazione                                            | Anno              | Provenienza          | Note |
| ----------------- | ------------------------------------------------------ | ----------------- | -------------------- | --- |
| 260               | 260.001 e 002                                          | 1957              | ACT 260.001 e 002    | stesso modello delle 225.7000 FS |
| 850               | 850.003 ÷ 006                                          | 1959-1962         | ACT 850.003 ÷ 006    | ex DB, 005 accantonata per incidente |
| 1900              | 1900.007 e 008                                         | 1960              | ACT 1900.007 e 008   | ex 216 DB |
| D.220             | D.220.R01 (ex 006),011,028,029,041,045,049,051,060,074 | 1956-1959         | FP / FSF 220         | ex 220 DB, R01 rimotorizzata Isotta Fraschini da FERVET, le altre rimotorizzate Caterpillar da TVZ Gredlj di Zagabria; R01 accantonata per guasto grave                                                                |
| D.361             | D.361.001 ÷ 003                                        | 1974              |                      | ex 341 CFR, accantonate per mancanza di SCMT |
| DE.122            | DE.122.009 e 010                                       | 1989              | ACT DE.122.009 e 010 | attrezzate per treni navetta e dotate di REC |
| DE.145            | DE.145.012 e 013                                       | 1994              | ACT DE.145.012 e 013 | stesso modello delle D145 FS |
| DE.341            | DE.341.501                                             | 1961              | FBP DE 341.501       | ex FS D.341.1020, consegnata da FERVET alla Ferrovia Bologna Portomaggiore (FBP) nel marzo 1992 con la coloritura sociale in rosso e nero e la marcatura DE 341.501 sulle fiancate e DE 501 sulle testate, accantonata |
| DE.424            | DE.424.01,05,06,07,08                                  | 1957-1958         | FBP / FPS DE.424     | ex Società Veneta, accantonate |
| Dj.474            | Dj.474.001                                             | 2000              | RIC Roma             | ricostruita sul telaio di una DB V100 |
| G.2000            | G.2000.14 ÷ 24                                         | 2003-2005         | ACT G.2000.01 ÷ 07   | in corso di rinumerazione in D200, alcune unità noleggiate a rotazione a NTV |
| LD.61 ÷ 62        |                                                        | 1953-1954         | FPS LD.61 ÷ 62       | LD62 accantonata, LD61 in uso per treni cantiere |
| Ld.404            |                                                        | 1960              | FPS Ld.404           | accantonata |
| Ln.372            | Ln.371.1 ÷ 3                                           | 1942              | FP Ln.371.1 ÷ 3      | 1 e 3 demolite nel 2012. 2 in attesa di restauro come mezzo storico |
| M.52              |                                                        | 1957              | FSF M.52             | in attesa di restauro come mezzo storico |

## Automotrici

### Automotrici elettriche
| Automotrici elettriche | Automotrici elettriche  | Automotrici elettriche | Automotrici elettriche   | Automotrici elettriche                                          |
| Gruppo                 | Numerazione             | Anno                   | Provenienza              | Note                                                            |
| ---------------------- | ----------------------- | ---------------------- | ------------------------ | --------------------------------------------------------------- |
| 1 ÷ 10                 |                         | 1932                   | ATCM 1 ÷ 10              | 8 preservata storica, le altre radiate                          |
| ALe 054                | ALe 054.201 ÷ 204       | 2004                   | ATCM ALe 054.201 ÷ 204   | ex SNCB AM54 ricostruite da Magliola di Santhià                 |
| ALe 88                 | ALe 88.01 ÷ 02          | 1985                   | ATCM ALe 88.01 ÷ 02      | tipo Firema E 126, vendute a MCNE                               |
| ALe 228                | ALe 228.056,064,072,505 | 1954-1955              | ATCM ALe 228.056 ... 505 | 056,064 e 072 ex SNCB AM54, 505 ex SNCB AM56                    |
| E.122                  | E.122.001 ÷ 002         | 198?                   | FBV E.122.001 ÷ 002      | tipo Firema E 122, mai in servizio regolare                     |
| ETR 350                | ETR 350.001 ÷ 012       | 2012-...               |                          | tipo Stadler FLIRT, in consegna, opzione per ulteriori 10 treni |

### Automotrici Diesel
| Automotrici diesel | Automotrici diesel | Automotrici diesel                                                                | Automotrici diesel | Automotrici diesel |
| Gruppo             | Numerazione | Anno                                                                              | Provenienza | Note |
| ------------------ | --- | --------------------------------------------------------------------------------- | --- | --- |
| ALn 067 ÷ 082      | | 1995                                                                              | ACT ALn 067 ÷ 082 | |
| ALn 556            | ALn 556.1236 e 1277 | 1937                                                                              | FSF ALn 556.1236 e 1277 | ex ALn 556.1200 FS, in attesa di restauro come mezzi storici |
| ALn 663            | ALn 663.019 ÷ 021 ALn 663.101 ÷ 105 ALn 663.903 ALn 663.1016 ÷ 1021 | 1989 1985-1991 1991 1993-1994                                                     | FSF ALn 663.019 ÷ 021 FBP ALn 663.101 ÷ 105 FPS ADn 903 FP ALn 663.1016 ÷ 1021 | tipo ALn 663 FS, 102 radiata per incendio doloso |
| ALn 668            | ALn 668.001 ÷ 002 ALn 668.003 ÷ 004 ALn 668.05 ÷ 10 ALn 668.11 ÷ 12 ALn 668.013 ÷ 018 ALn 668.601 ÷ 602 ALn 668.611 ÷ 613 ALn 668.1009 ALn 668.1010 ÷ 1011 ALn 668.1012 ÷ 1013 ALn 668.1014 ÷ 1015 ALn 668.1536 ALn 668.1619,1627,1631 ALn 668.2463 ÷ 2466 | 1972 1979 1959-1960 1970 1978-1979 1963 1981 1971 1976 1977 1983 ? 1970-1972 1980 | FBP ADn 603 ÷ 604 FBP ADn 607 ÷ 608 FSF ALn 668.05 ÷ 10 FSF ALn 668.11 ÷ 12 FSF ALn 668.013 ÷ 018 FPS ADn 601 ÷ 602 FPS ADn 611 ÷ 613 FP ALn 668.1009 FP ALn 668.1010 ÷ 1011 FP ALn 668.1012 ÷ 1013 FP ALn 668.1014 ÷ 1015 - ACT ALn 2463 ÷ 2466 | tipo ALn 668.1800 FS, tutte accantonate tipo ALn 668.1900/1000 FS, tutte accantonate tipo ALn 668.1400 FS, solo 06 e 08 in servizio le altre accantonate, 05 in livrea storica 11 ex ALn 668.1999 FS, tutte accantonate tipo ALn 668.1900/1000 FS tipo ALn 668.1400 FS, tutte accantonate tipo ALn 668.3000 FS tipo ALn 668.1800 FS tipo ALn 668.1900/1000 FS tipo ALn 668.1200 FS ex ALn 668.1500 FS, mai in servizio, solo per ricambi ex ALn 668.1600 FS, radiate tipo ALn 668.1200 FS, 2463 con frontali ricostruiti senza intercomunicanti dopo incidente |
| ALn 772            | ALn 772.1004 ÷ 1005 | 1941                                                                              | FP ALn 772.1004 ÷ 1005 | tipo ALn 772 FS, 1004 preservata come storica, 1005 ceduta a GRAF Roma per preservazione |
| ALn 773            | ALn 773.1006 ÷ 1008 | 1962                                                                              | FP ALn 773.1003 ÷ 1008 | tipo ALn 773 FS, vendute a MCNE per ricambi |
| ALn 1201 ÷ 1205    | | 1953-1958                                                                         | ACT ALn 1201 ÷ 1205 | tipo Macchifer, tutte radiate |
| ALn 2451 ÷ 2456    | | 1959                                                                              | ACT ALn 2451 ÷ 2456 | tutte radiate, Aln 2451 ceduta a GRAF Roma per preservazione |
| ALn 9001 ÷ 9003    | | ?                                                                                 | ACT ALn 9001 ÷ 9003 | tutte radiate |
| ATR 220            | ATR 220.026 ÷ 037 | 2009-2010                                                                         | | tipo Pesa ATRIBO |